# 暮白首
《暮白首》，前名《美人慕白首》，2020年中国大陆古装玄幻电视剧。由任嘉伦、张慧雯、李艺彤、郭昊鈞领衔主演，于2019年1月開機，2019年5月殺青，於2020年6月18日在优酷和爱奇艺首播。

## 播出时间
| 频道        | 所在地 | 播出日期      | 播出时间                      |
| 优酷/爱奇艺 | 中国   | 2020年6月18日 | 星期四至星期日，每晚20:00更新 |

## 演员列表

### 主要演员
| 演員   | 角色        | 介紹 |
| 任嘉伦 | 林敬/那嵐岳 | 凌虚阁少阁主、龙吟城生字堂堂主、容婳夫君、那岚族族长 作为林敬时，飞扬跋扈、风趣、不拘小节。作为那岚岳时，沉稳睿智、忍辱负重、武功高强，剑法快如幻影。在吊儿郎当的外表下深藏着一颗敏感的心，明白自己想要什么，会为了心中所求而不顾一切。前期叛逆、不羁，但对感情始终如一，只对容婳一人专心。曾与梅雪漫在母亲的安排下订婚，后因为不想娶不喜欢的人而逃婚到龙吟城，实则进入龙吟城只为调查那岚一族被灭的真相。于23集与容婳成婚。凌虚阁被灭后，继承那岚族族长之位，隐瞒还活着的消息来到了灵教寻求墨幻的帮助。最后与容婳联手杀进龙吟城为凌虚阁报仇，并一起归隐。 |
| 张慧雯 | 容婳        | 龙吟城二小姐、龙吟城生字堂弟子、那岚岳娘子 聪慧机灵、活泼直率、敢爱敢恨、医术高超。外表天真贪玩、柔弱无害，实则对形势和人情世故心如明镜。无害人之心，但有自保意识，并非旁人轻易可欺。只会一些外家功夫，但鬼主意多，尤其擅长逃跑，行事时不按常理出牌。由于她母亲怀她时父亲与墨幻关系不好，逃跑时被迫在寒潭生下了她，因此她从小便患有寒疾练不了内功。为了林敬（那岚岳），与姐姐容夙摊牌，表示从今往后不再相让，若论狠毒，奉陪到底。与那岚岳互许终身。于23集与那岚岳成婚。在凌虚阁被父亲灭后，自杀。后被那岚一族净渊救下并劝说其即已成为那岚夫人，就注定命不该绝，凌虚阁的仇还要靠她亲手讨回，后在小雪盟发誓要给凌虚阁和龙吟城一个交代。后怀了那岚岳的孩子，只可惜在逃出龙吟城时流产了。最后与那岚岳联手攻入龙吟城为凌虚阁报仇，并一起归隐。 |
| 李艺彤 | 容夙        | 龙吟城大小姐、龙吟城空字堂堂主、龙吟城城主 腹黑，争强好胜，我行我素神情严肃，做事一丝不苟，认定的事情必须尽快完成，没人可以阻挡，为人处世过于执着，功利心很重，对敌人从不心慈手软。小时候曾被墨幻劫走并抚养长大，被教导有意接近或讨好自己的人都是有目的的。后被父亲救回，可因为从小在墨幻身边长大，大家对她的好都不及对妹妹容婳的。一心想要继承城主之位，所以有时会对妹妹下手，但会注意分寸，不伤及性命。于14集和妹妹解开心结，冰释前嫌。喜欢陆一舟。后被墨幻斩断经脉不能走路，一直在等陆一舟回来。 |
| 郭昊鈞 | 陸一舟      | 凌虚阁大司尊 沉稳内敛，温润如玉，陪伴和守护是他的职责，对兄弟很重义气，对爱情很忠贞，行动比言语更快，喜欢容夙。最后帮容夙挡剑，身负重伤和那岚岳一起杀灵教的人，最后死了，要阿岳保守秘密说“你们就当做陆一舟，一时出游，一时贪玩，忘了归期。” |

### 其他演员
| 演員   | 角色       | 介紹 |
| 林源   | 墨幻       | 灵教教主 (明尊) 容靖沣、林若寒、管不拙的師父，做事狠毒，看似年輕但已过百岁，那岚一家后代。潜入凌虚阁时，因容婳性情不同容夙而传授了其三招。培養那嵐岳練成玄兵符。最后被容婳杀死。 |
| 张棪琰 | 林若寒     | 凌虚阁阁主、墨幻徒弟、那岚岳（林敬）的母亲 最受墨幻宠爱、引以为傲的徒弟，当初灵教不允许弟子与外人在一起，可她却和那岚家家主那岚熙相爱，因此墨幻派容靖沣去追杀那岚熙。由于容靖沣的关系，不同意那岚岳和容婳在一起，希望那岚岳与梅雪漫在一起。后来想通了，觉得上辈的恩怨不该牵连到下辈，便同意了那岚岳和容婳的婚事。龙吟城杀进凌虚阁时，为了救儿子把赤華珠给了儿子而死。     |
| 卢星宇 | 容靖沣     | 龙吟城城主、墨幻徒弟、容夙与容婳的父亲 妻子是暮云，龙吟城便是他们二人共同创立。暮云死后，其妹紫烟一直陪着他，他明白紫烟心意，可不敢给予回应。因觊觎那岚族的赤华珠而灭了那岚族，后背叛师门。与梅婴联合毁了凌虚阁，后被那岚岳杀死变玄兵，以冰晶解了玄兵，后在龙吟城跳楼死在龙吟城。很陰毒。                                                                                 |
| 崔钟   | 白为止     | 龙吟城老字堂堂主 被迫認林敬作师父。真正的师父是白苏，因不小心把师父的宠龟给煮了被赶了出来。喜欢紫烟，很疼容婳。 |
| 邵偉桐 | 梅婴       | 梅家少主 梅雪漫的哥哥，不择手段只为自己考虑，和梅雪漫斩断兄妹关系。先投靠凌虚阁，后投靠龙吟城。在龙吟城时，因容婳的善良而喜欢上了她。在容婳的帮助下从老字堂拿回了梅家的秘术秘籍。因贪城主之位杀了紫烟，中了紫烟发簪的毒后被容婳识破，被龙吟城的人追杀，后因为墨幻能解毒投靠墨幻，策划攻下龙吟城，雪漫偷了那岚岳的解药给梅婴，灵教的人追杀，雪漫挡了一刀。最后被容婳杀死。 |
| 于子洋 | 梅雪漫     | 梅家小姐 梅婴的妹妹。喜欢那岚岳。那岚岳以帮助梅家为由让她做他的干妹妹以此解除婚约。一开始觉得容婳不值得那岚岳的爱，在凌虚阁与容婳相处后决定祝福那岚岳与容婳。凌虚阁被灭后，和梅婴斩断兄妹关系。最后帮梅婴挡了一刀，死之前希望那岚岳留梅婴一条命。 |
| 吴佳尼 | 紫烟       | 龙吟城病字堂堂主、容夙与容婳小姨 善于制毒、温婉端庄。容夙与容婳母亲暮云的妹妹。喜欢容靖沣，可从未得到回应。在她的拷问下没人能够撑过一日。最后被梅婴杀死。 |
| 刘佳榆 | 锦鹊       | 小雪盟盟主、管不拙娘子 救过琉璃的命，跟琉璃如同亲姐妹。 |
| 李政霖 | 管不拙     | 墨幻徒弟、容靖沣与林若寒师弟、锦鹊夫君 一个妻管严，但在师父墨幻面前不会这样。少时暗恋着师姐林若寒，并曾在师姐林若寒叛教时为其求了不少情。林若寒临死前托付他好好照顾那岚岳。 |
| 申琦   | 玄夜       | 容夙贴身侍卫 为龙吟城效力对龙吟城和容夙很忠诚，是个木头，喜欢琉璃，後離開容夙，与琉璃隱居。 |
| 卢佳   | 琉璃       | 小雪盟跑腿 被亲娘卖去青楼，后被锦鹊救出，不喜欢下雨天，喜欢玄夜，最后和玄夜隱居。 |
| 吴鑫尊 | 沧七       | 林若寒贴身侍卫 凌虚阁被灭后一直跟着那岚岳和陆一舟並保護容婳，喜歡梅雪漫。 |
| 曹袆诺 | 潇潇       | |
| 吴利华 | 白苏       | |
| 姜昊   | 净渊       | |
| 周炎   | 王致远     | |
| 陆欢   | 王清正     | |
| 魏至强 | 唐门大长老 | |
| 杨丑蟾 | 唐门二长老 | |
| 刘良慧 | 芸儿       | |

## 奖项与荣誉
| 年份   | 頒獎典禮            | 奖项              | 结果 |
| 2020年 | 第7届横店影视文荣奖 | 最佳电视剧/网络剧 | 提名 |

## 电视剧歌曲
| 曲序 | 曲目             |      | 作曲   | 演唱          |
| ---- | ---------------- | ---- | ------ | ------------- |
| 1.   | 鍾愛（片头曲）   | 葉謙 | 李思光 | 李藝彤 李思光 |
| 2.   | 白首（片尾曲）   | 林喬 | 張寥   | 李玉剛        |
| 3.   | 逝言（插曲）     | 林喬 | 楊秉音 | 任嘉倫        |
| 4.   | 仰天長嘯（插曲） | 葉謙 | 李思光 | 李思光        |
| 5.   | 枯葉蝶（插曲）   | 葉謙 | 李思光 | 李藝彤        |
| 6.   | 晚霞（插曲）     | 葉謙 | 李思光 | 楊凱杰        |